# Дункан, Дороти
Дороти Дункан (англ. Dorothy Duncan, 1903, Ист-Ориндж, Нью-Джерси — 22 апреля 1957) — канадская и американская писательница и художница, в 1946 году удостоена Премии генерал-губернатора за научно-популярную литературу на английском языке за книгу «Партнёр в трёх мирах».
Родилась в Ист-Ориндже, штат Нью-Джерси, в 1903 году в семье Дороти и Эдвина Л. Дункана. Дороти Дункан выросла в районе Чикаго и страдала от ревматизма, который ограничивал её физические возможности в последующие годы. В 1925 году она получила степень бакалавра наук в Северо-Западном университете и работала на различных малых предприятиях в Чикаго. Во время обратного путешествия из Европы в 1932 году Дункан встретила Хью Макленнана на борту парохода SS Pennland. Они поженились в 1936 году и поселились в Монреале.
Дункан написала несколько полуавтографических произведений, описывающих её знакомство с канадской культурой, прежде чем её активность стала ограниченной из-за состояния здоровья в конце 1940-х годов. Её отмеченная наградами книга «Партнёр в трёх мирах» представляет собой биографию Яна Ригера, чешско-канадского солдата, который участвовал в обеих мировых войнах.
Дункан умерла от рака в Пасху 1957 года.

## Произведения
- You Can Live in an Apartment (1939)
- Here’s to Canada! (1941)
- Bluenose: A Portrait of Nova Scotia (1942)
- Partner in Three Worlds (1944)